# Enrico Musolino
Enrico Musolino (ur. 29 sierpnia 1928 w Mediolanie, zm. 13 lutego 2010 tamże) – włoski panczenista.
Dwukrotnie wystąpił na igrzyskach olimpijskich: w 1948 i 1952. W Sankt Moritz wystartował w zawodach na 500, 1500 i 5000 m, a w Helsinkach na 500 i 1500 m. W 1948 zajął 32. miejsce na 500 m z czasem 46,5 s i na 1500 m z czasem 2:30,0 s oraz 36. na 5000 m z czasem 9:32,3 s, natomiast w 1952 był 25. na 500 m z czasem 45,9 s i 31. na 1500 m z czasem 2:30,7 s.
Na mistrzostwach świata w wieloboju wystąpił raz: w 1951 zajął 17. miejsce.
Na mistrzostwach Europy startował trzykrotnie: w 1949 nie ukończył rywalizacji, w 1950 był 14., a w 1952 zajął 21. miejsce.
Rekordy życiowe:
- 500 m – 43,00 ( Misurina, 13 lutego 1955)
- 1000 m – 1:37,00 s ( Sztokholm, 8 lutego 1950)
- 1500 m – 2:19,00 s ( Davos, 26 stycznia 1952)
- 3000 m – 5:01,70 s ( Davos, 26 stycznia 1952)
- 5000 m – 8:50,50 s ( Davos, 24 stycznia 1953)

Zmarł 13 lutego 2010 w Mediolanie.